# Cesare Prandelli
Claudio Cesare Prandelli (Orzinuovi, 19 de agosto de 1957) é um ex-futebolista e ex-treinador italiano. Como jogador ele atuou como meia e defendeu a Cremonese, Juventus e Atalanta.

## Treinador
Iniciou sua carreira de treinador na Atalanta, Lecce, Verona, Venezia, Parma, AS Roma e Fiorentina.

### Seleção Italiana
Após a Copa do Mundo de 2010 assumiu o comando da Seleção Italiana de Futebol. Alcançou a final da Eurocopa de 2012 e nas Eliminatórias da Copa do Mundo FIFA de 2014 - Europa (Grupo B) obteve a qualificação de forma antecipada. Em 26 de maio de 2014 teve seu contrato renovado até o fim de 2016.
Em 24 de junho de 2014, no entanto, Prandelli pediu demissão da Azzura após a Seleção não obter a classificação na Copa do Mundo FIFA de 2014 – Grupo D.

### Galatasaray
Em 7 de julho de 2014 foi contratado por duas temporadas pelo Galatasaray. Foi demitido do cargo após péssimos resultados.

### Valencia
Em 28 de setembro de 2016, assinou com o Valencia. Porém, no dia 30 de dezembro, pediu demissão do cargo.

## Estatísticas
| Clube         | Jogos | Vitórias | Empates | Derrotas | Aproveitamento |
| ------------- | ----- | -------- | ------- | -------- | -------------- |
| Lecce         | 16    | 3        | 2       | 11       | 18,75%         |
| Hellas Verona | 59    | 21       | 19      | 19       | 35,59%         |
| Venezia       | 43    | 19       | 12      | 12       | 44,19%         |
| Parma         | 83    | 37       | 24      | 22       | 44,58%         |
| Roma          | 0     | 0        | 0       | 0        | 0%             |
| Fiorentina    | 241   | 119      | 54      | 68       | 49,38%         |
| Itália        | 56    | 25       | 17      | 14       | 44,64%         |
| Galatasaray   | 16    | 6        | 3       | 7        | 37,50%         |
| Valencia      | 10    | 3        | 3       | 4        | 30%            |
| Al-Nasr       | 19    | 8        | 4       | 7        | 42,1%          |
| Genoa         | 24    | 4        | 11      | 9        | 16,6%          |

## Títulos

### Jogador
Cremonese
- Série C: 1976–77

Juventus
- Serie A: 1980-81, 1981-82, 1983-84
- Coppa Italia: 1982–83
- European Cup: 1984-85
- UEFA Cup Winners' Cup: 1983-84
- UEFA Super Cup: 1984

### Treinador
Hellas Verona
- Serie B: 1998–99

Venezia
- Serie B: 2000–01 4th – Promovido

Itália
- Campeonato Europeu de Futebol: Runners-up (2012)
- Copa das Confederações FIFA: Third Place (2013)

### Individual
- Serie A Coach of the Year (1): 2007–08[10]
- Panchina d'Oro (1): 2005–06, 2006–07[11]
- Premio internazionale Giacinto Facchetti: 2009[12]
- Enzo Bearzot Award: 2011[13]
- Fiorentina All-time XI (Manager)[14]